# Changping Lu
Changping Lu (chiń. 长寿路站) – stacja metra w Szanghaju, na linii 7. Zlokalizowana jest pomiędzy stacjami Changshou Lu i Jing’an Si. Została otwarta 5 grudnia 2009.